# Доброчесність сама собі нагорода
«Доброчесність сама собі нагорода» (англ. Virtue Is Its Own Reward) — американська короткометражна мелодрама режисера Джозефа Де Грасса 1914 року.

## У ролях
- Полін Буш — Енні Партлан
- Гертруда Бембрік — Еліс Партлан
- Том Форман — Сідлі Суейн
- Лон Чейні — Дункан Бронсон